# Арджауи, Мохамед
Мохамед Арджауи (араб. محمد العرجاوي‎; род. 6 июня 1987, Мохаммедия, Марокко) — марокканский боксёр-любитель. Трёхкратный участник Олимпийских игр (2008, 2012 и 2016 годов), двукратный бронзовый призёр Средиземноморских играх (2009, 2013), чемпион Африки (2015) и серебряный призёр чемпионата Африки (2011) в любителях.

## Карьера
На Олимпиаде 2008 года в Пекине в весовой категории до 91 кг выиграл бой против австралийца Брэда Питта (11-6) и проиграл в четвертьфинале американцу Деонтею Уайлдеру решением судей (10-10).
На чемпионате мира 2009 года в Милане в весовой категории до 91 кг выиграл бои против киргиза Рамазана Аши и сирийца Мохаммада Госсона, а в четвертьфинале уступил кубинцу Осмаю Акосте.
На чемпионате мира 2011 года в Баку участвовал в весовой категории свыше 91 кг. Во втором круге победил россиянина Сергея Кузьмина, однако проиграл на третьем круге англичанину Энтони Джошуа.
На Олимпиаде-2012 в весовой категории свыше 91 кг победил камерунца Блеза Епму (15-8) и проиграл в четвертьфинале итальянцу Роберто Каммарелле со счётом 11-12.